# Leiobunum
Leiobunum ist eine Gattung aus der Familie der Sclerosomatidae in der Ordnung der Weberknechte.

## Merkmale
Wie die meisten Weberknechte haben die Arten der Gattung einen kompakten Körperbau. Die Färbung variiert von Art zu Art, die Männchen sind oft deutlich anders gefärbt als die Weibchen.
Der Körper ist gänzlich weich oder nur auf dem Rücken annähernd ledrig. Der Augenhügel ist annähernd ebenso breit und lang wie hoch, häufig mit kleinen Höckern über jedem Auge. Der Vorderrand des Panzers ist mittig frei von Höckern, die Oberfläche des Rückens ist weitgehend unbewehrt. Die ersten fünf Tergite sind bei männlichen Tieren häufig zu einem festen Dorsalschild verwachsen.
Auf den Coxen sind häufig Zähnchen ausgebildet, manchmal jedoch nur auf jenen des ersten und letzten Beinpaares. Das erste der Chelicerenglieder ist auf der Rückenseite glatt. Am Mittelglied des Palpus sind zur Spitze hin sowie mittig keine Apophysen vorhanden, gelegentlich finden sich jedoch leichte Schwellungen. Die Tarsen männlicher Tiere sind auf der Unterseite mittig mit einer längs verlaufenden Reihe kleiner Tuberkel besetzt. Leiobunum besitzt an jedem Bein nur eine bezähnelte Tarsalklaue.
Die Beine der meisten Arten sind auffallend lang, mit Spannweiten von über 15 cm. Das Femur des ersten Beinpaares ist üblicherweise deutlich länger als der Körper. Das zweite Beinpaar ist stets das längste und deutlich länger als das vierte Beinpaar.

## Verhalten
Von einigen Arten der Gattung Leiobunum sind Aggregationen von mehreren hundert Tieren bekannt.

## Vorkommen
Bisher beschriebene Arten stammen aus Asien, Europa, Nordafrika und Nord- sowie Mittelamerika.

## Systematik
Die Gattung wurde 1839 von Carl Ludwig Koch in seiner Übersicht des Arachnidensystems erstbeschrieben, der Name (λεῖος=glatt, βουνος=Hügel) verweist auf die glatte Naht über dem Augenhügel. Typusart ist Leiobunum rotundum, die schon 1798 von Pierre André Latreille als Phalangium rotundum beschrieben worden war.
Der genaue Umfang der Gattung ist unklar, beschrieben wurden über 100, vielfach synonymisierte Arten. Teilrevisionen existieren für Europa, Japan und Nordamerika.

### Synonyme
Für die Gattung Leiobunum sind aus der Literatur folgende Synonyme bekannt:
- Forbesium Weed, 1890
- Leiobunus Meade, 1855
- Liobunum Agassiz, 1846
- Metaliobunum Suzuki, 1940
- Pseudoliobunum Müller, 1914

### Europäische Arten
In Europa sind folgende Arten vertreten:
- Leiobunum biseriatum  (Roewer, 1910)
- Leiobunum blackwalli (Meade, 1861)
- Leiobunum ghigii (Caporiacco, 1929)
- Ziegelrückenkanker Leiobunum limbatum, (L. Koch, 1861)
- Leiobunum lusitanicum (Roewer, 1923)
- Leiobunum nigripalpe (Simon, 1879)
- Leiobunum religiosum (Simon, 1879)
- Leiobunum roseum (C. L. Koch, 1839)
- Leiobunum rotundum (Latreille, 1798)
- Leiobunum rumelicum (Shilhavý, 1965)
- Leiobunum rupestre (Herbst, 1799)
- Leiobunum seriatum (Simon, 1878)
- Subalpiner Schwarzrückenkanker Leiobunum subalpinum, (Komposch, 1998) - (Ostalpen[12])
- Leiobunum tisciae (Avram, 1968)

## Neozoon

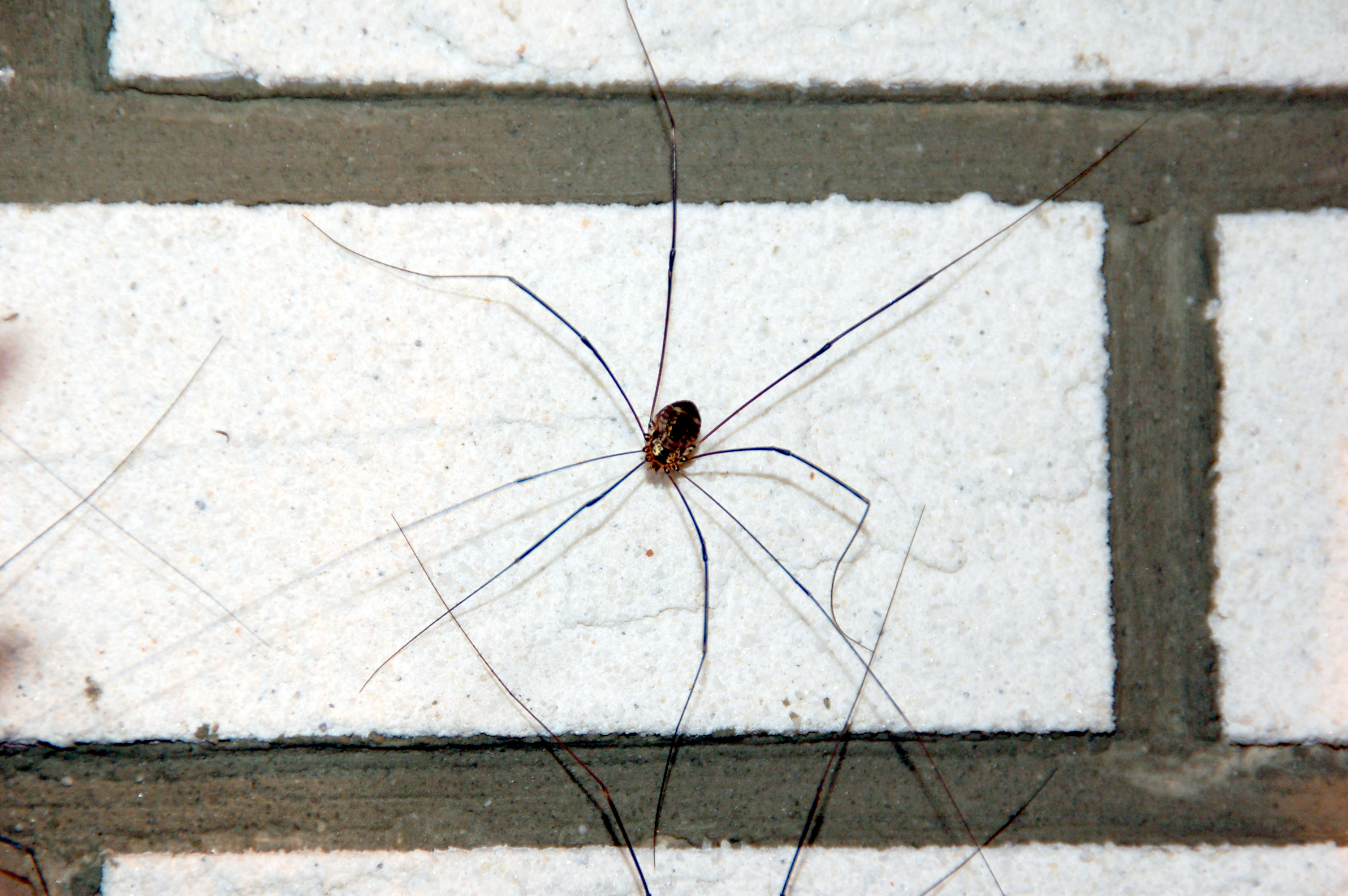
Leiobunum spec. aus den Niederlanden

Eine weitere, bisher unbestimmte, wahrscheinlich eingeschleppte Leiobunum-Art unbekannter Herkunft (provisorischer Name „Leiobunum sp. A“) wurde in den letzten Jahren in den Niederlanden (als vermutlich erstem europäischen Land, in dem sie auftrat), Österreich, Schweiz und Deutschland nachgewiesen. Sie tritt an Gebäuden oft in Aggregationen von teils mehreren hundert Individuen auf.